# Aurora Australis
|  | Aquest article tracta sobre el vaixell. Si cerqueu el fenomen astronòmic, vegeu «aurora austral». |

L’Aurora Australis és un trencaglaç australià construït per Carrington Slipways i avarat l'any 1989. El vaixell és propietat de P&O Maritime Services, però és noliejat regularment per la Australian Antarctic Division (AAD) per a la investigació i per donar suport a les bases australianes a l'Antàrtida.

## Disseny i construcció
Dissenyat com un vaixell multifunció de recerca i subministrament, l'Aurora Australis va ser construït per Carrington Slipways a Tomago, Nova Gal·les del Sud. El vaixell va ser avarat el setembre de 1989.

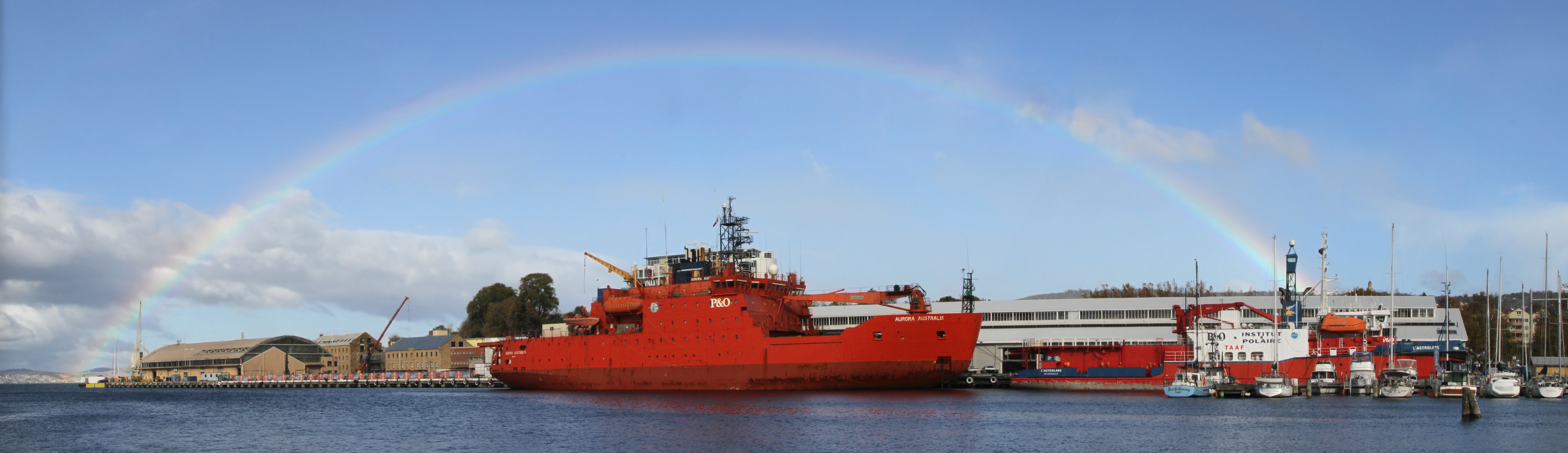
L'Aurora Australis atracat a Hobart sota un arc de Sant Martí, amb el vaixell de recerca francès L'Astrolabe a la dreta.

L'Aurora Australis té una eslora de 94,91 metres, 20,3 metres de mànega amb un calat de 7.862 metres i un puntal de 10,43 metres. El desplaçament és de 8,158 tones, l'arqueig brut de 6,574 i un tonatge de pes mort de 3,911 tones. El sistema de propulsió consta de dos motors dièsel Wärtsilä, un de 16 cilindres 16V32D amb 5.500 kW de potència i un de 12 cilindres 12V32D de 4.500 kW. Els dos motors s'acoblen a un sol eix mitjançant un engranatge de reducció, impulsant una única hèlix de pas controlable de gir a l'esquerra. La maniobra de velocitat lenta s'aconsegueix amb tres propulsors de maniobra, un endavant i dos a popa. Té una velocitat màxima de 16,8 nusos i una velocitat de creuer de 13 nusos. El vaixell pot trencar gel fins a 1.23 metres de gruix a 2.5 nusos.
l'Aurora Australis té una tripulació de 24 persones i pot portar fins a 116 passatgers allotjats en tres o quatre cabines amb bany. El vaixell té una capacitat de càrrega de 1.700 metres cúbics per càrrega a granel o 29 contenidors de vint peus i un dipòsit que pot contenir 1.000 metres cúbics de combustible. Està equipat amb laboratoris per a investigacions biològiques, meteorològiques i oceanogràfiques, i va ser dissenyat amb una coberta pel desplegament i recuperació d'instruments de recerca mentre es troben al mar. L'hangar i l′helipad permeten operar fins a tres helicòpters, normalment Eurocopter AS350 Écureuil o Sikorsky S-76s.

## Operacions

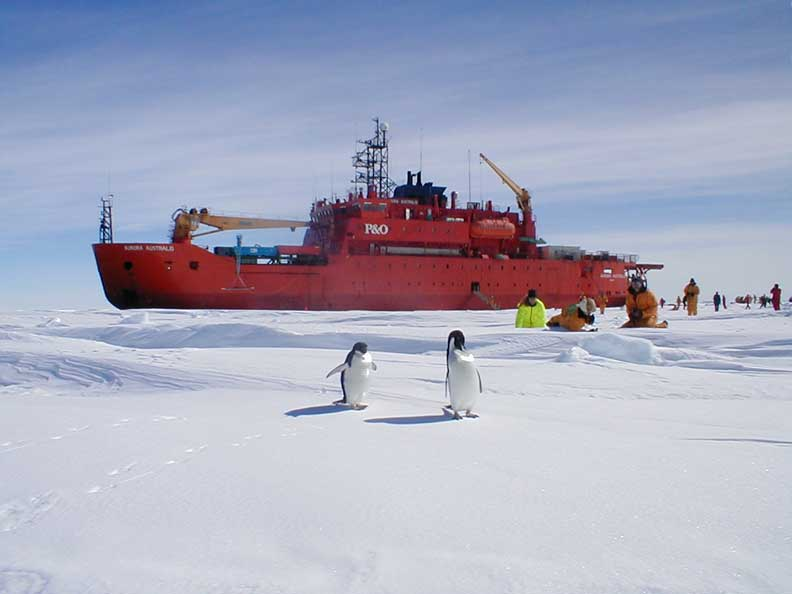
Investigadors de l'Aurora Australis observant un parell de pingüins

L'Aurora Australis és noliejat per l'AAD a l'època d'estiu austral per activitats de recerca i per donar suport a les bases antàrtiques operades per l'AAD. El vaixell passa la majoria dels hiverns al port de Hobart, Tasmània, ja que la seu de l'AAD és a la propera ciutat de Kingston.
El 8 de maig de 2011, l'Aurora Australis va ser contractat pel Departament de Defensa d'Austràlia per un desplegament de dos mesos (finalitzant el 30 de juny) com a vaixell de transport amfibi de suport a la Royal Australian Australian. Aquest servei, que va costar 3.375 milions de dòlars, va ajudar a la resposta del govern australià a les crisis humanitàries i a les catàstrofes naturals que es van produir mentre el vaixell naval pesant HMAS Tobruk estava en manteniment.
A finals de desembre de 2013, l′Aurora Australis, el vaixell de recerca xinès Xuě Lóng i el trencaglaç francès L'Astrolabe van intentar rescatar l′Akademik Shokalskiy que havia encallat en el gel a la badia de Watt. Cap dels tres vaixells va poder arribar al trencaglaç rus, l'Aurora Australis va abandonar el matí del 30 de desembre pel risc que el vaixell també quedés encallat. El 2 de febrer, els 52 passatgers de l'Akademik Shokalskiy van ser transportats a l'Aurora Australis amb l'helicòpter del Xuě Lóng (el trencaglaç xinès també va quedar atrapat). Després del rescat, l'Aurora Australis va continuar amb la seva missió original de proveir l'estació de Casey, abans de tornar a Hobart el 22 de gener.
L'Aurora Australis va tornar del seu viatge final el març del 2020. Després de 31 anys de servei al Programa Antàrtic australià. L'últim viatge va ser de dues setmanes per proveir a l'illa Macquarie i transportar expedicionaris al sud. S'han proposat que el vaixell es pogués utilitzar com a vaixell d'emergència si l'adquiria el Govern australià.

## Incendi a la sala de màquines
El 14 de gener de 1999, mentre es dirigia a l'Antàrtida, un incendi provocat per la filtració de gasoil d'alta pressió que es va inflamar sobre el motor principal provocant un incendi important. El foc va impedir la visibilitat a la sala de màquines que es va extingir amb el sistema de supressió d'incendis HALON.Posteriorment es va poder entrar al compartiment per efectuar les reparacions dels sistemes d'energia i propulsió tornant a Fremantle pels seus propis mitjans per a una investigació de l'ATSB i completar les reparacions.

## Encallament
El 24 de febrer de 2016, el vaixell va resultar danyat quan va encallar al port de Horseshoe Harbour, a prop de l'estació de Mawson, durant una tempesta de neu, després que un grilló en una línia d'amarratge de proa es desprengués provocant que es trenquessin les altres tres línies. Va ser reflotat el 27 de febrer de 2016 i va tornar a Austràlia Occidental per a reparacions.

## Substitució
El termini de vida útil per l'Aurora Australis, després de l'última remodelació era el maig del 2017. A finals d'octubre de 2015, el govern australià va anunciar un pla per adquirir un nou trencagel per substituir l'Aurora Australis el 2019. El Nuyina es construirà per encàrrec del govern australià amb un cost de mil milions de dòlars (ABC News va reportar un cost previst de 500 milions de dòlars, mentre que els informes de The Sydney Morning Herald parlaven de mil milions de dòlars incloent-hi els costos operatius de tota la vida), amb DMS Maritime com a adjudicatari i mantenidor preferit, els arquitectes navals Knud E. Hansen com a dissenyadors, i el grup Damen com a constructor naval. P&O originalment participava a la licitació però es va retirar el gener de 2015 al·ludint ineficiències de costos en el contracte proposat. A l'octubre de 2015, no hi havia cap decisió sobre com cobrir la diferència de entre els dos vaixells.
El Nuyina tindrà un desplaçament de 23.800 tones i tindrà una eslora de 156 metres amb una velocitat màxima de 16 nusos i una velocitat de creuer de 12 nusos. El vaixell transportarà fins a 160 tripulants i passatgers amb una capacitat de càrrega de 3.000 metres quadrats (32.000 metres quadrats), inclosos 96 contenidors. El vaixell podrà trencar gel fins a 1,65 metres a 5 nusos. Es preveu que el trencaclosques estigui operatiu el 2020 i Hobart serà el port de matrícula durant la vida operativa del vaixell, aproximadament uns 30 anys.